# Salvatierra de Esca
Salvatierra de Esca è un comune spagnolo di 269 abitanti situato nella comunità autonoma dell'Aragona. Fa parte della comarca della Jacetania.
Salvatierra fu fondata nel 1208 da Pietro II d'Aragona, con il fine di rafforzare la vicina frontiera fra la Corona d'Aragona e il Regno di Navarra. Il paese possiede un'imponente chiesa cinquecentesca (San Salvador).